# 아지랑이

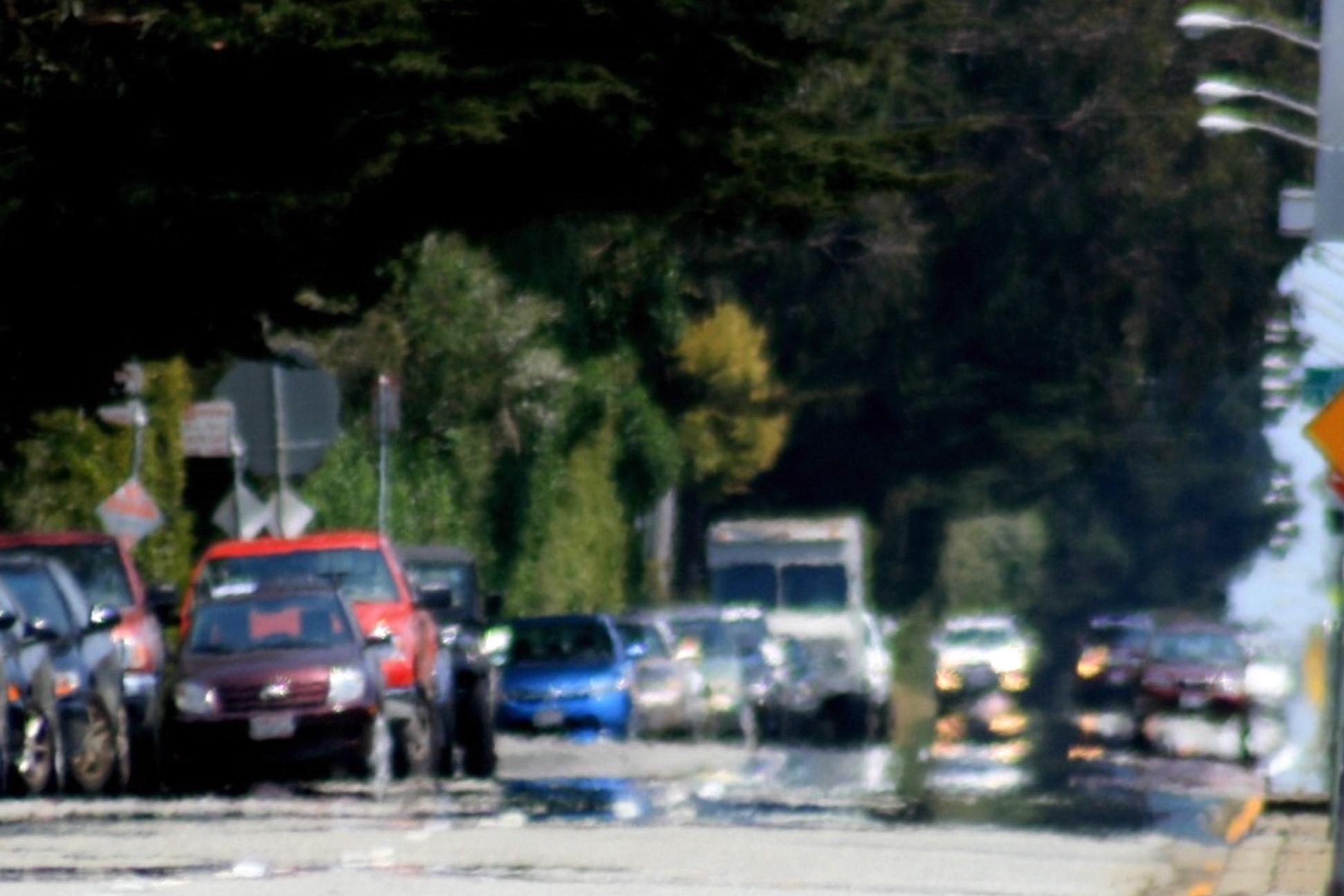
아지랑이가 일어나는 도로

아지랑이는 햇빛이 강하게 쬐어 지면이 뜨겁게 달구어진 날, 공기가 공중에서 아른아른 움직여 먼 풍경이 지면 근처에서 아른거리며 보이는 대기속의 과학적 현상을 말한다. 주로 이른 봄이나 여름철의 맑은날 햇빛이 강하게 내리 쬘 때, 양지 바른 해안의 모래나 지붕, 도로, 초원 등에서 발견할 수 있다.

## 어원
1. 어지럼이 나서 자꾸 어지러운 모양을 나타내는 의태어 '아질아질'의 '아질'에 접미사 '-앙이'가 붙어서 '아지랑이'가 됐다.
2. '어지러움'에서 유래된 말로, '어지럼'의 작은말 '아지람'에 '이'가 붙어 '아지람이'라고 했다가 발음의 편리성을 위한 동화 현상 때문에 '아지랑이'가 되었다.

## 원인
태양열로 인해 지표면 근처의 공기는 뜨거워지면서 팽창한다. 그러면 주위 공기보다 가벼워져 공기덩어리들이 상승하게 되고 그 빈 부분이 아직 가열되지 않은 찬 공기로 채워지게 된다. 빛은 공기의 밀도에 따라 굴절률이 달라지기 때문에 지면에서 급격히 대류하는 공기덩어리 사이를 통과하는 빛은 불규칙하게 굴절한다.

## 같이 보기
- 대기 굴절
- 신기루